# Diocesi di Cardabunta
La diocesi di Cardabunta (in latino Dioecesis Cardabunthena) è una sede soppressa del patriarcato di Antiochia e una sede titolare della Chiesa cattolica.

## Storia
Cardabunta, la cui localizzazione in Turchia è ancora sconosciuta, è un'antica sede episcopale della provincia romana di Isauria nella diocesi civile d'Oriente. Faceva parte del patriarcato di Antiochia ed era suffraganea dell'arcidiocesi di Seleucia.
La diocesi non è menzionata in nessuna Notitia Episcopatuum dal VII al X secolo. Le liste conciliari hanno trasmesso il nome di un solo vescovo, Zaccaria, che prese parte al secondo concilio di Nicea nel 787.
Dal 1933 Cardabunta è annoverata tra le sedi vescovili titolari della Chiesa cattolica; la sede finora non è mai stata assegnata.

## Cronotassi dei vescovi
- Zaccaria † (menzionato nel 787)